# 2019 في سوريا
2019 في سوريا هي قائمة بجوهر الأحداث التي وقعت في سوريا خلال عام 2019.

## سياسة
- رئيس الجمهورية: بشار الأسد[1]

## أحداث

### يناير
- 16 يناير – وقوع تفجير انتحاريّ في مدينة منبج يُسفر عن مقتل 19 شخصاً بينهم 4 جنود أمريكيّين، وتنظيم الدولة الإسلامية (داعش) يتبنى مسؤوليته.[2]

### مارس
- 23 مارس – قوات سوريا الديمقراطية تُعلن القضاءَ على آخرِ معاقل تنظيم الدولة الإسلامية (داعش) في الباغوز فوقاني، وتنهي خلافته المزعُومة.[3]

## وفيات
- 2 يناير:  سوريا، محمد محفل، (91 عام)، مؤرخ وعالم آثار ولغوي سوري.
- 14 فبراير:  سوريا، غسان جبري، (86 عام)، مخرج سوري.
- 2 مايو:  سوريا، فتحي صافي، (65 عام)، عالم مسلم سوري.
- 18 مايو:  سوريا، طيب تيزيني، (85 عام)، فيلسوف ومفكر سوري.
- 24 سبتمبر:  سوريا  السعودية، محمد سعيد الطنطاوي، (96 عام)، عالم مسلم ومؤرخ وداعية سوري سعودي.
- 12 أكتوبر:  سوريا، هفرين خلف، (35 عام)، سياسية سورية.
- 7 ديسمبر:  سوريا، أكرم التلاوي، (65 عام)، ممثل سوري.
- 21 ديسمبر:  سوريا، محمد شحرور، (81 عام)، باحث ومفكر سوري.